# حميد هيدايتي
حميد هيدايتي (11 مارس 1976 بإيران - ) هو لاعب كرة قدم إيراني في مركز الوسط. لعب مع نادي باس طهران ونادي بيام وحدت خراسان ونادي بيكان ونادي راه آهن وSanati Kaveh Tehran F.C. ‏.

## وصلات خارجية
- حميد هيدايتي على موقع قاعدة بيانات كرة القدم.إي يو (الإنجليزية)